# هربرت كليبر
هربرت كلبر (بالإنجليزية: Herbert Kleber)‏ (8 يونيو 1939 - 1 أكتوبر 2018)؛ طبيب نفسي أمريكي، تخرّج من كلية دارموث، وكان عضوًا في الأكاديمية الوطنية للطب، وعمل أستاذًا محاضرًا في جامعة كولومبيا.